# Carolina Horta Andrade
Carolina Horta Andrade (Formosa, Goiás 1 de agosto de 1983) es una científica brasileña. Trabaja como profesora adjunta de la Facultad de Farmacia de la Universidad Federal de Goiás (UFG) y desarrolla investigaciones para desarrollo de nuevos medicamentos en el combate de enfermedades como tuberculosis, malaria, esquistosomiasis y leishmaniasis, motivo por el cual fue galardonada, en 2014, con el premio Talentos Internacionales en Ascenso de L'Oréal y UNESCO.

## Formación
Se graduó en Farmacia por la UFG, el doctorado en Fármacos y Medicamentos por la Universidad de São Paulo y etapa de doctorado-sandwích en Química Medicinal y Computacional por la Universidad del Nuevo México, Estados Unidos. Actualmente, actúa como líder del grupo de investigación del Consejo Nacional de Desarrollo Científico y Tecnológico (CNPq/MCTI) del Laboratorio de Planificación de Fármacos y Modelado Molecular. Es revisora de periódicos nacionales e internacionales, como el Journal of the Brazilian Chemical Society y Molecular Pharmaceutics, y es asociada de la Sociedad Brasileña de Química desde 2005, y a la American Chemical Society desde 2010.

## Premio Talentos Internacionales en Ascenso
Carolina desarrolla, desde 2010, investigaciones para el descubrimiento de fármacos que puedan ser utilizados para combatir la leishmaniosis, una enfermedad desatendida causada por protozoarios del género Leishmania. La enfermedad afecta 12 millones de personas en 98 países, y, según Carolina, los medicamentos utilizados actualmente fueron desarrollados en la década de 1950, son muy tóxicos y el tratamiento es muy caro. La investigación, que busca alternativas baratas de combate de la enfermedad, cuenta con un fuerte componente computacional en sus fases iniciales, y pruebas in vitro revelando a tres fármacos que son más potentes del medicamento normalizado utilizado actualmente.
A causa de esa investigación, en 2014 Carolina fue una de las quince vencedoras del premio Talentos Internacionales en Ascenso, dedicado las mujeres científicas, realizado por L'Oréal en asociación con la UNESCO y con la Academia Brasileña de Ciencias. Ella ganó el premio en el área de Ciencias Químicas y se la homenajeó en marzo de 2015 en una ceremonia en París, Francia, juntamente con Thaisa Bergmann (vencedora del premio Para Mujeres en la Ciencia) recibiendo una beca auxilio de US$20 mil para incentivar las investigaciones.